# Ellisville (Mississippi)
Ellisville è una città (city) degli Stati Uniti d'America, situata nella contea di Jones, nello Stato del Mississippi.